# バールレ＝ナッサウ
バールレ＝ナッサウ（オランダ語: Baarle-Nassau [ˌbaːrlə ˈnɑsʌu] ( 音声ファイル)）は、オランダの北ブラバント州の基礎自治体。ベルギーとの国境より5キロメートル程度オランダ側にある。バーレ＝ナッサウと表記する場合もある。人口は7,977人（2024年推計）。
21箇所ものベルギーの飛び地が町の中に点在しており、さらに、場所によってはベルギーの飛び地の中にオランダの飛び地がある「国境線だらけの町」である。ベルギーの飛び地はバールレ＝ヘルトフ（Baarle-Hertog）という町である。なお、家の中を国境線が通っている場合は、正面玄関がある方の住民ということになっている。

## 歴史

オランダ領バールレ＝ナッサウ（薄い色）の町の中にある、ベルギー領の飛び地バールレ＝ヘルトフ（黄色）。

ローマ帝国の植民都市として、紀元前1世紀頃に築かれたといわれている。歴史書にその名前が記されたのは992年である。
12世紀末に起こった係争の結果、現在のオランダ領であるブレダ南部の広大な領地を、ブラバント公爵がブレダ領主に対して封建領地として与えたといわれている。その当時はまだ、人が住んでいない林と平原の土地だったという。しかし、ブラバント公爵は自らが所有する土地として現在のバールレ＝ヘルトフ（ベルギー領の地区）を手元に残していた。ナッサウはブレダを領したナッサウ家（オラニエ＝ナッサウ家）、ヘルトフ（オランダ語で公爵の意味）はブラバント公爵領であったことを意味する。
1648年のヴェストファーレン条約によりブレダ領はオランダ共和国領となり、ブラバント公爵領が取り残される（スペイン領ネーデルラントに属する）形となった。
1810年以降にネーデルラント全土がフランス帝国の直接支配を受け、また1815年に大オランダ王国が成立して両者が一旦は同じ中央政府の下に置かれたにもかかわらず、1843年にベルギーが独立した際に両国政府および住民の間で調整がつかず、再び国境線が復活した。
1991年に締結されたシェンゲン協定によってオランダとベルギー間の移動はほぼ完全に自由になったものの、飛び地が点在している状況では様々な問題が起きるため、オランダとベルギーの間で何度か飛び地解消に向けた交渉を行った。しかし、この状況を利用する住民の反対などもあり、解消されないまま今日に至っている。
市内のガソリンスタンドでは、オランダ領よりもベルギー領にある方に行列ができる。理由はガソリン税がベルギーの方が安いからである。また市内ではオランダとベルギーの両方の食べ物を楽しむことが出来る。

## ギャラリー

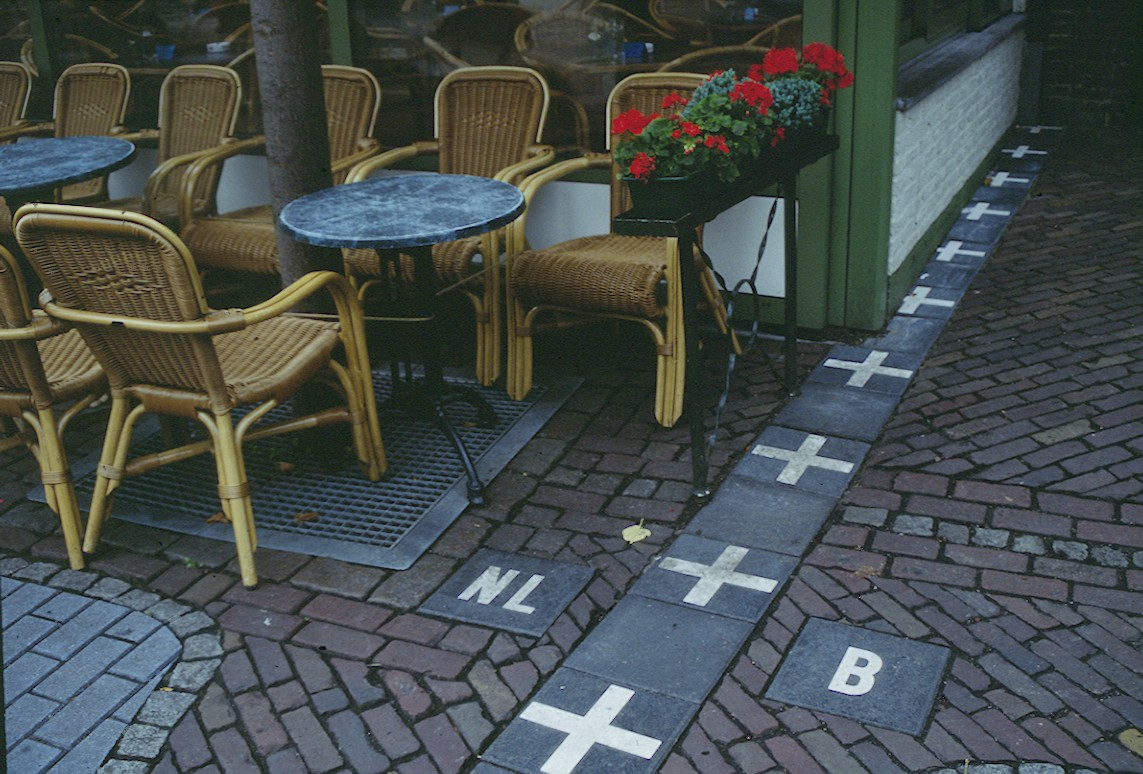
街の中に引かれた国境線。左がオランダ (NL) 側、右がベルギー (B) 側。
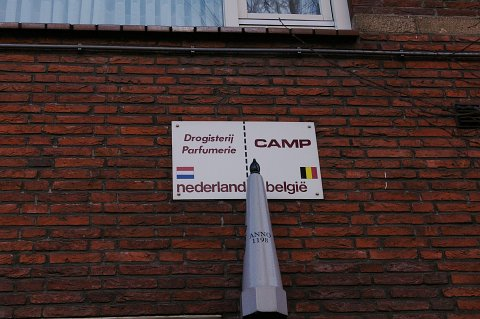
商店の壁面の国境線。
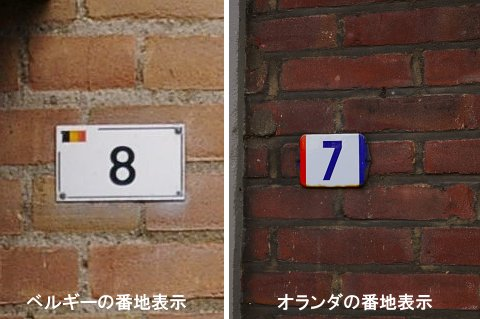
国旗をイメージした番地表示。
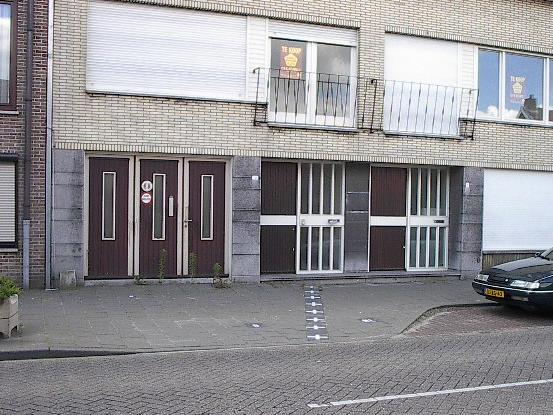
この住宅は、中央でベルギーとオランダに分かれている。
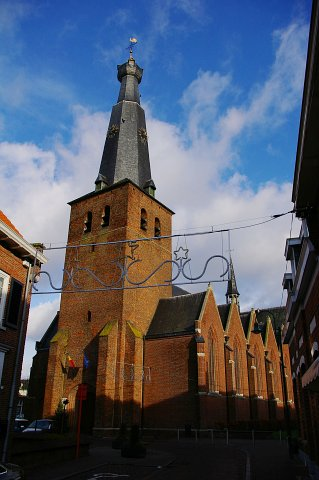
聖レミギウス教会。

## 交通アクセス

### バス
- ブレダ (Breda) よりティルブルフ (Tilburg) 行きバス（bba 132 系統）に乗り、シント・ヤンストラート (Sint Janstraat) 下車。所要40分。
- ティルブルフよりブレダ行きバス（bba 132系統）に乗り、シント・ヤンストラート下車。所要40分。
- トゥルンハウト (Turnhout) よりバールレ＝ヘルトフ行きバス（De Lijn 460 系統）に乗り、終点シント・ヤンストラート下車。所要20分。

### 鉄道
鉄道は通っていない。最も近い鉄道駅までの行き方。
- アムステルダムから：スヘルトヘンボス ('s - Hertogenbosch) までICで行き乗り換え。ローゼンダール方面行きの快速もしくは各停に乗車してティルブルフもしくはブレダで下車。合計所要時間1時間30分〜2時間。
- デン・ハーグ（デン・ハーフ）から：アイントホーフェン (Eindhoven) 方面行きICに乗車して、ブレダもしくはティルブルフで下車。所要1時間。
- アントウェルペンから：快速テュルンハウト行きに乗車。所要 50分。